# Army of Central Kentucky
De  Army of Central Kentucky was een leger van de Geconfedereerde Staten van Amerika tijdens de Amerikaanse Burgeroorlog in Departement No. 2 in het westen van de Zuidelijke staten. De oorspronkelijke naam was het Army Corps of Central Kentucky. Het werd opgericht in de herfst van 1861 en bleef bestaan tot 29 maart 1862. Daarna werd het samengevoegd met het Army of Mississippi. Op 20 november 1862 werden beide onderdelen gereorganiseerd als het Army of Tennessee.

## Achtergrond
Het Department No. 2 (Westelijk Department) werd op 25 juni 1861 opgericht en stond onder leiding van generaal-majoor Leonidas Polk. Hij kreeg de militaire controle en verantwoordelijkheid voor delen van Alabama, Tennessee, Arkansas, Mississippi en Louisiana. Op 2 september 1861 werd het departement uitgebreid zodat het volledig Arkansas omvatte en kreeg het de controle over de militaire operaties in Missouri. Acht dagen later op 10 september 1861 kreeg het departement nog meer gebieden toegewezen waaronder grotere delen van Mississippi en de volledige militaire controle over Kansas, Kentucky, Missouri en alle Indian territories die de Zuidelijke staten genegen waren ten westen van Arkansas en Missouri.

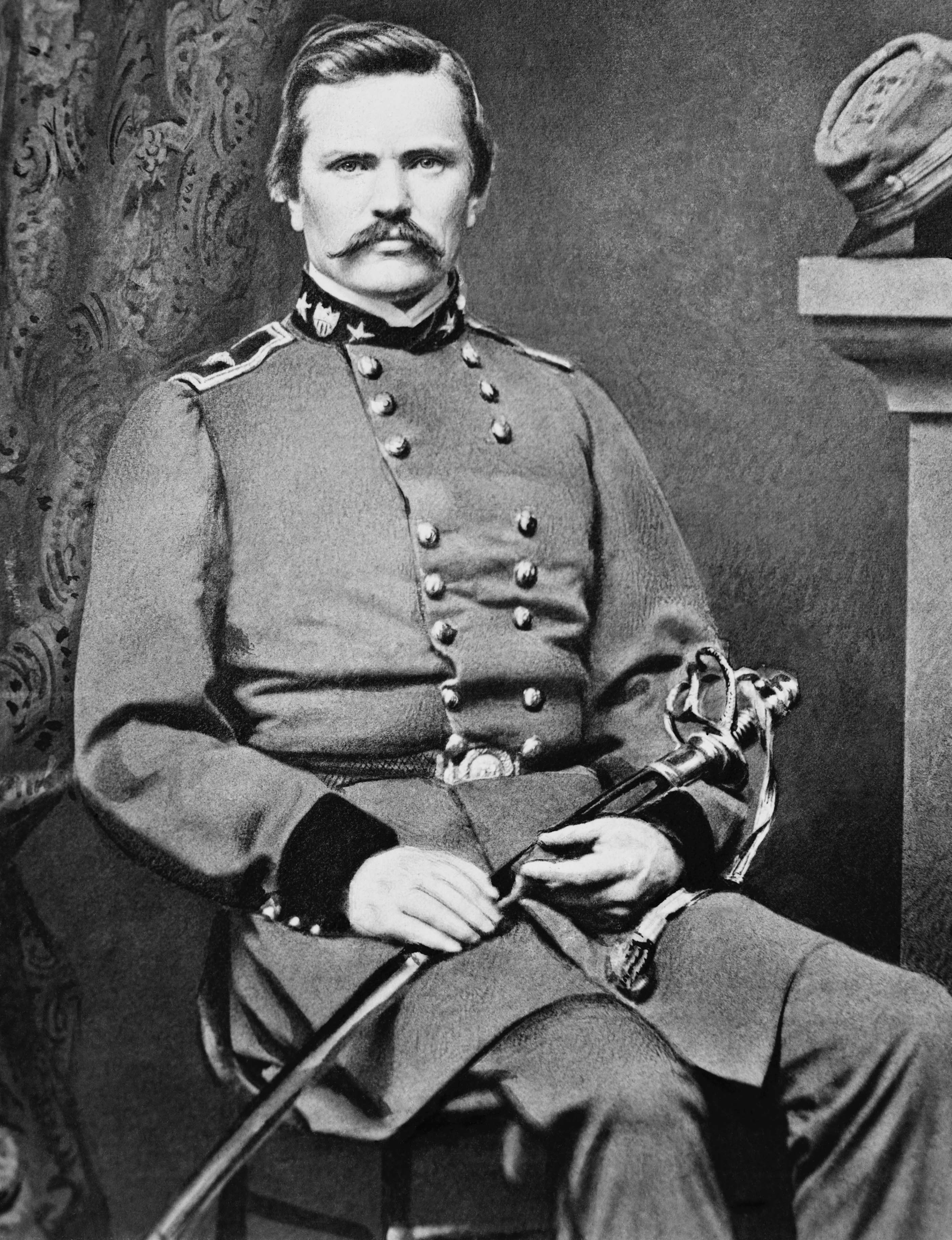
Brigadegeneraal. S. B. Buckner
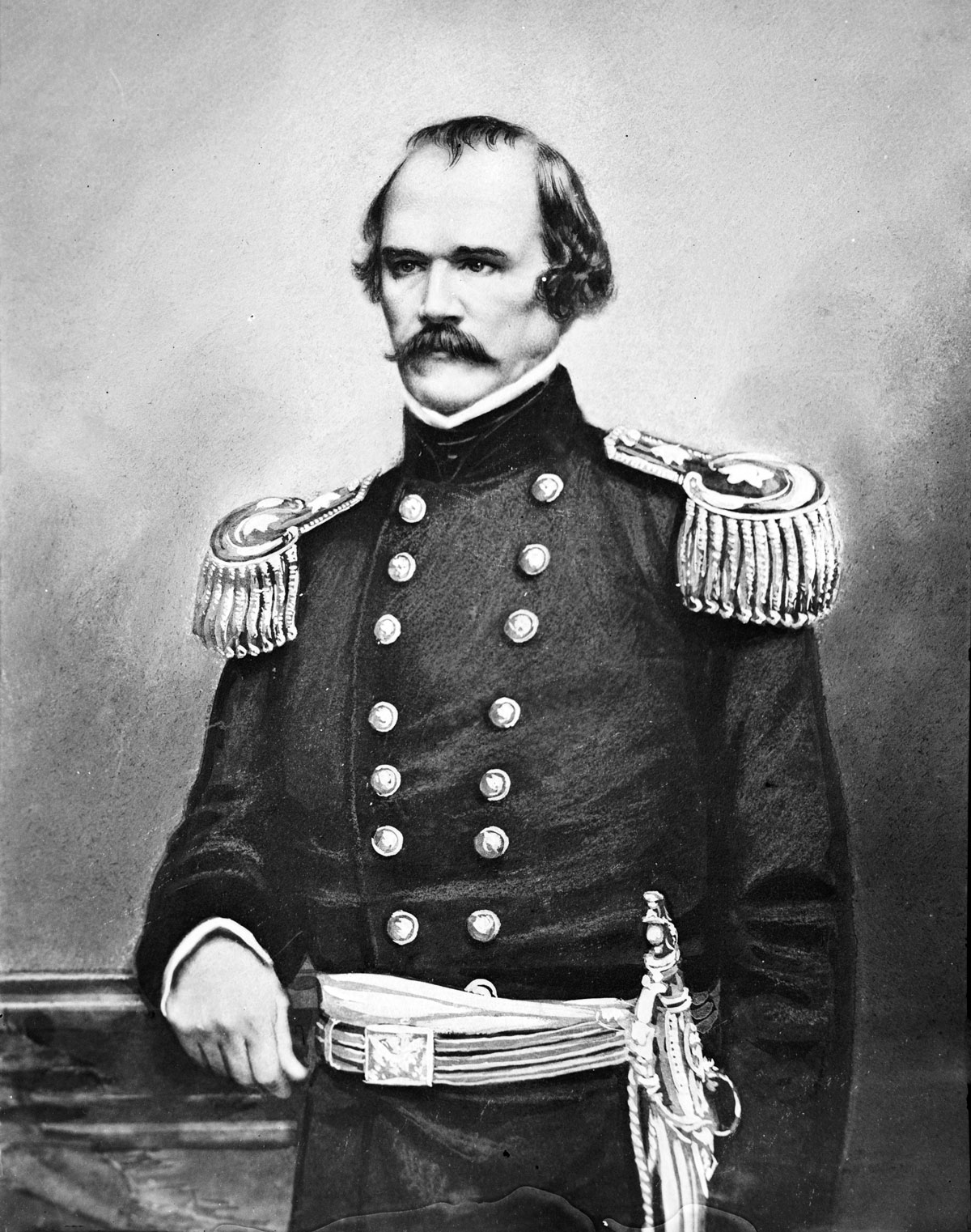
Generaal. A. S. Johnston
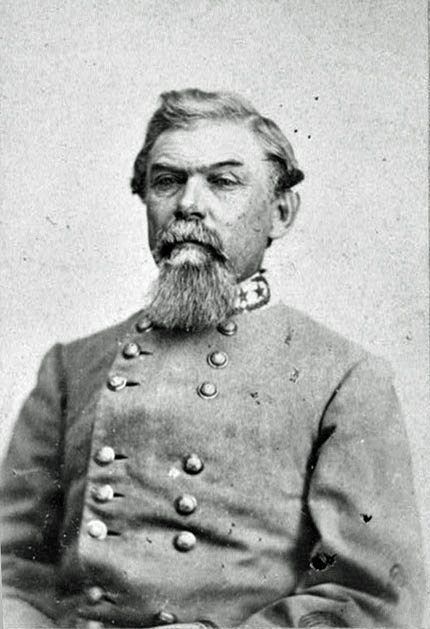
Luitenant generaal. W. J. Hardee

## Onder leiding van brigadegeneraal Simon B. Buckner
Brigadegeneraal  Buckner nam het bevel op zich van alle strijdkrachten in centraal Kentucky in september 1861 nadat hij eerst als generaal-majoor had gediend bij de militietroepen van Kentucky. De eenheden werden in twee divisies met bijhorende reserve-eenheden ingedeeld. Later zou een derde divisie onder leiding van brigadegeneraal John B. Floyd toegevoegd worden. Toen generaal Albert Sidney Johnston het bevel had overgenomen, bleef Buckner bevelhebber van één van de divisies van het Army of Central Kentucky. Zijn divisie was eerst bij Bowling Green, Kentucky gelegerd. Daarna werd zijn divisie overgeplaatst naar Fort Donelson waar Buckner werd gevangen genomen. In augustus 1862 werd hij uitgewisseld met vijandelijke krijgsgevangenen. Hij werd gepromoveerd tot generaal-majoor en kreeg de leiding over zijn oude divisie terug die nu deel uitmaakte van het Army of Mississippi die onder leiding stond van generaal Braxton Bragg.

## Onder leiding van generaal Albert S. Johnston
Generaal Johnston had de leiding over het Army of Central Kentucky van 28 oktober 1861  tot en met 29 maart 1862.  Het operationeel gebied omvatte het deel van Tennessee ten noorden van de Cumberland en het deel van Kentucky ten westen van de Cumberland. Op 26 december 1861 werd het Army of the Kanawha toegevoegd aan zijn commando. Op 29 maart 1862 telde het leger 23.000 soldaten. Het werd toen samengevoegd met het Army of Mississippi ter voorbereiding van de Slag bij Shiloh.

## Onder leiding van generaal-majoor William J. Hardee
Generaal-majoor nam tijdelijk het commando op zich tussen 4 december 1861 en 18 december 1861.